# Melissodes vernalis
Melissodes vernalis är en biart som beskrevs av Laberge 1961. Melissodes vernalis ingår i släktet Melissodes och familjen långtungebin. Inga underarter finns listade i Catalogue of Life.